# 濵村いぶき
濵村 いぶき（はまむら いぶき、2006年5月7日 - ）は、日本のモトクロス選手。長崎県の出身。

## 来歴・人物
2006年長崎県の生まれ。2016年モトクロスを始める。メーカーはHONDA。所属はTODAY SPORT。クラスはLMX。福岡県で活動。メカニックは父親が担当。

## 戦績
- 2020年
  - 全日本レディースクラス ランキング14位[3]
- 2021年
  - 全日本モトクロス選手権ランキング9位
  - 3月 - 九州モトクロス選手権シリーズ第一戦 熊本大会 ジュニアクロス ヒート1[4]
  - D.I.D全日本モトクロス選手権シリーズ第2戦 中国大会 Result: HEAT1 : LMX、6位[5]
  - 11月 - 全日本モトクロス選手権 Rd.2 中国大会 レディースクラス 5位[6]（グリーンパーク弘楽園）
- 2023年
  - 5月14日 - 全日本モトクロス選手権 Rd.2 腕時計のベルモンドCUP（関東大会） LMX(レディース)クラス】優勝（オフロードヴィレッジ(埼玉)[7]